# Román férfi jégkorong-válogatott
A román férfi jégkorong-válogatott Románia nemzeti csapata, amelyet a Román Jégkorongszövetség (románul: Federaţia Română de Hochei pe Gheaţă) irányít. A válogatott jelenleg az IIHF-világranglista 24. helyén található (2022).
A válogatott 1931-ben mutatkozott be a világbajnokságon, ahol egészen 1947-ig szerepeltek, 1959-ben már a B csoportos vb-re sorolták be. 1976-ban megnyerték a B csoportos vb-t, így 1977-ben ismét az A csoportos vb-n szerepelhettek; az 1977-es vb-ről kiestek a B csoportba, a válogatott azóta sem szerepelt az A csoportban. 2022-től folyamatosan a divízió I/A tagja. Legjobb világbajnoki helyezésüket, a 7. helyet, 1947-ben érték el. Téli olimpián négyszer szerepeltek: 1964, 1968, 1976 és 1980-ban.

## Eredmények
1920 és 1968 között a téli olimpia minősült az az évi világbajnokságnak is. Ezek az eredmények kétszer szerepelnek a listában.

### Világbajnokság
- 1931 – 10. hely
- 1933 – 9. hely
- 1934 – 10. hely
- 1935 – 11. hely
- 1937 – 10. hely
- 1938 – 13. hely
- 1947 – 7. hely
- 1959–1963 – nem jutott ki az élvonalbeli világbajnokságra
- 1964 – 12. hely
- 1965–1967 – nem jutott ki az élvonalbeli világbajnokságra
- 1968 – 12. hely
- 1969–1976 – nem jutott ki az élvonalbeli világbajnokságra
- 1977 – 8. hely
- 1978– – nem jutott ki az élvonalbeli világbajnokságra

### Olimpiai játékok
- 1920–1960 – nem jutott ki
- 1964 – 12. hely
- 1968 – 12. hely
- 1972 – nem jutott ki
- 1976 – 7. hely
- 1980 – 8. hely
- 1984–2022 – nem jutott ki